# Porta San Bortolo
La Porta San Bortolo è la meglio conservata delle due porte cittadina rimaste della cinta muraria di Rovigo, centro abitato del Veneto meridionale. La sua struttura, realizzata in cotto a fornice unico, si affaccia sull'attuale piazza Umberto Merlin, mettendo in comunicazione il centro cittadino con il quartiere meridionale di San Bartolomeo da cui deriva il suo nome.
L'aspetto attuale, nonostante diversi restauri nel corso dei secoli, rimane sostanzialmente identico a quello che aveva assunto con i lavori di sistemazione della cinta muraria cittadina da parte della Repubblica di Venezia dopo il 1482; l'impianto quattrocentesco rimane ben visibile nella merlatura ghibellina, recentemente restaurata.

## Storia
Eretta tra il 1482 e il 1486, durante il periodo in cui era al potere il doge Giovanni Mocenigo, svolgeva la funzione di controllo e alla necessità impedendone l'accesso alla città dalla parte vecchia (di santa Giustina), quella sorta sulla sponda sinistra dell'Adigetto, mettendo in comunicazione l'interno delle mura cittadine con il monastero dell'Ordine degli Olivetani.
La porta si caratterizza per la sua particolare architettura medievale. Lo storico Marin Sanudo fu il primo a fornire informazioni inerenti alla porta san Bortolo, riportando viva testimonianza dell'esistenza di una torre, molto simile alla Torre Pighin, posta al di sopra della stessa, in seguito distrutta ma successivamente riedificata, a causa dei colpi di bombarda dell'Esercito veneziano durante la Guerra di Ferrara.

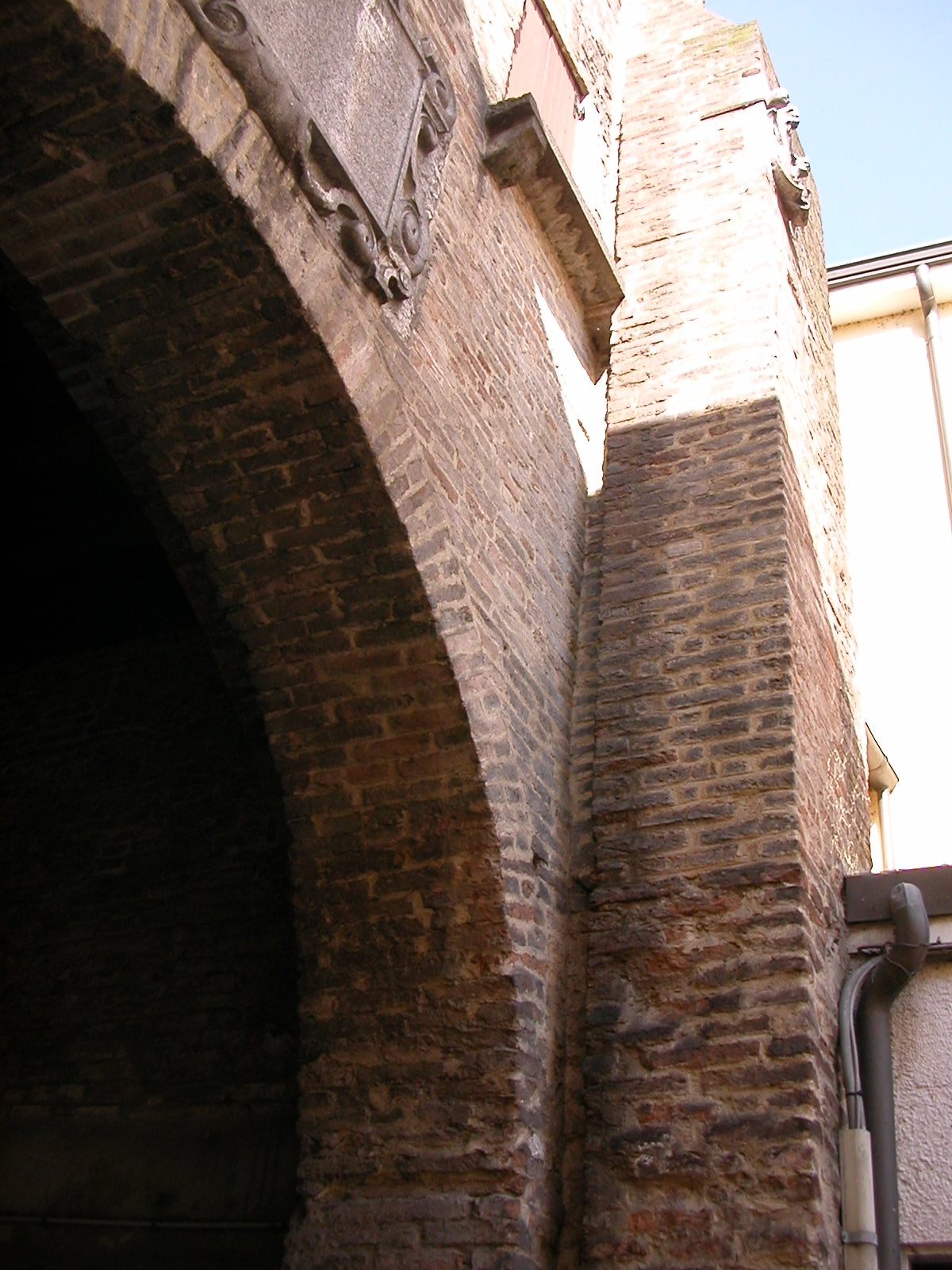
Dettaglio scanalatura porta

Sulla struttura non risultano tracce di feritoie né di ulteriori segni che evidenziano la precedente esistenza di un ponte levatoio, come lo stesso Marin Sanudo segnala. Al suo interno sono invece presenti due contrafforti, che avevano una funzione di supporto, dalle quali scorreva una saracinesca che consentiva l'accesso, della quale è ancora visibile, sulla parte esterna (Est) la scanalatura dove scorreva e parte degli elementi di supporto del cordame che la azionava. La sua arcatura, adornata di stemmi nobiliari e cornici, è rafforzata da lastre ad arco come sostegno al peso della parete; inoltre, è costruita in muratura con laterizi regolari, ed ha un'altezza di circa 18,25 metri, con uno spessore di quasi 128 cm al pianterreno. Di particolare rilievo sono invece il doppio ordine di merlature ghibelline, molto tipiche del medioevo, che adornano la parte superiore del complesso architettonico, realizzate attorno al 1639, stesso anno in cui il podestà Vittore Correr ordinò di collocare al centro della torre un orologio a due quadranti, celebrando il suddetto progetto con la muratura di una lapide celebrativa, posta al di sopra dell'arco. Inoltre, nella parete centrale della porta venne inizialmente esposta una statua raffigurante la Madonna con il bambino e San Giovannino, fabbricata dall'artista scultore Clemente Molli, attualmente custodita nella barocca chiesa della Beata Vergine del Soccorso (detta la Rotonda).
Con la caduta della Repubblica di Venezia del 1797 e la conseguente occupazione francese, così come in gran parte della città, le lapidi murate sulla torre furono oggetto di vandalismi da parte degli occupanti, atti a rimuovere ogni riferimento alla Serenissima. Qui era infatti ben visibile la lapide in pietra chiara posta verso l'interno della città che ricordava il podestà Alvise Tiepolo, responsabile del territorio polesano nel 1643.
Nel 1821 la porta fu minacciata di demolizione, a fronte del riassestamento delle vie urbane, ma per ordinanza della Commissione si ovviò a questa soluzione proponendo un restauro conservativo che prevedeva lo smantellamento di parte degli intonaci.
Successivamente, tra il 1962 e il 1963, fu marginalmente interessata da un nuovo piano di demolizione che prevedeva, in questo caso, l'abbattimento di piccole casupole per la costruzione di edifici moderni ed abitabili, ma tale progetto venne presto revisionato con la scoperta degli archi di rinforzo delle mura.

## Galleria d'immagini

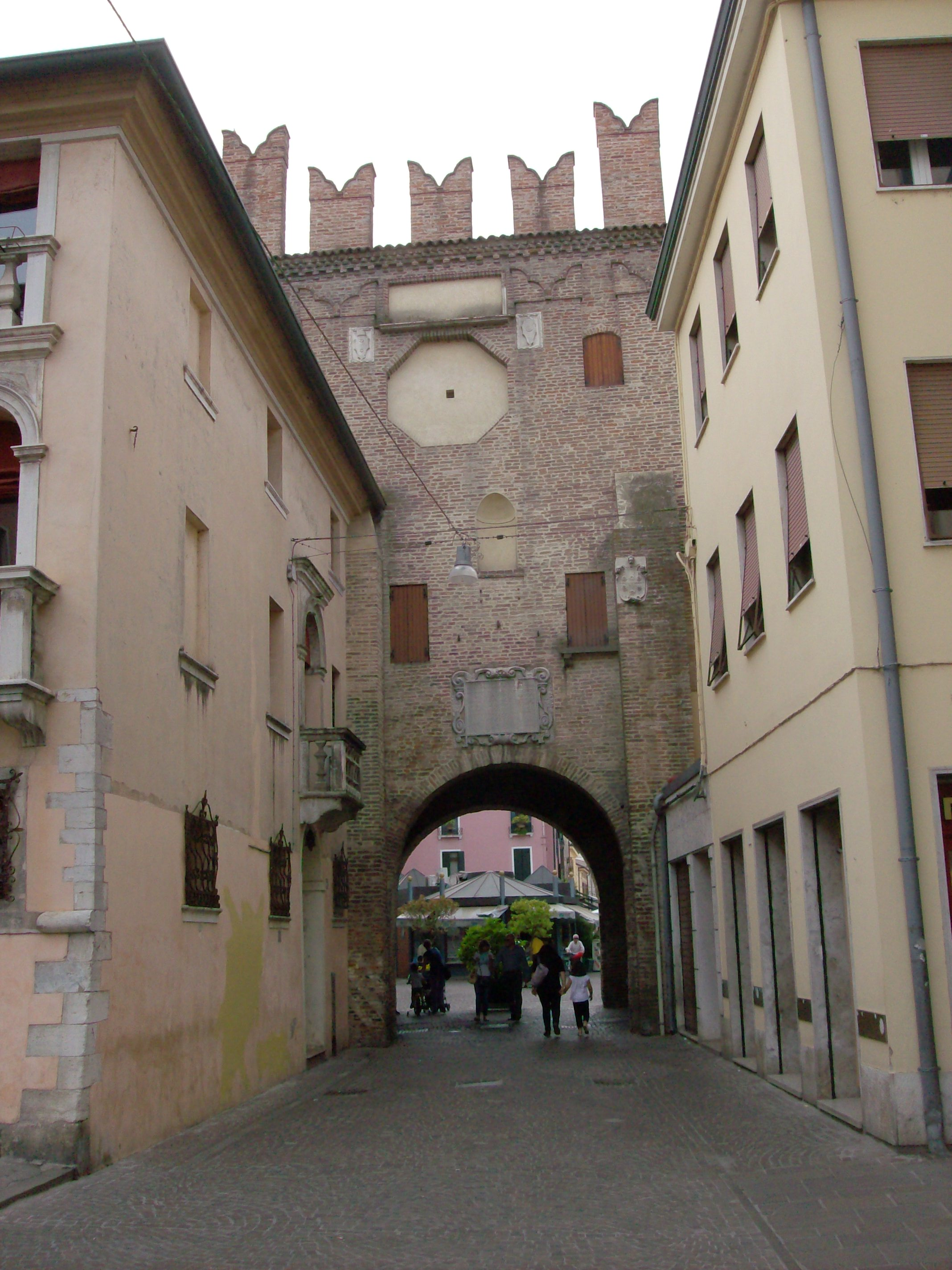
Vista dall'esterno delle antiche mura, dall'attuale via Miani
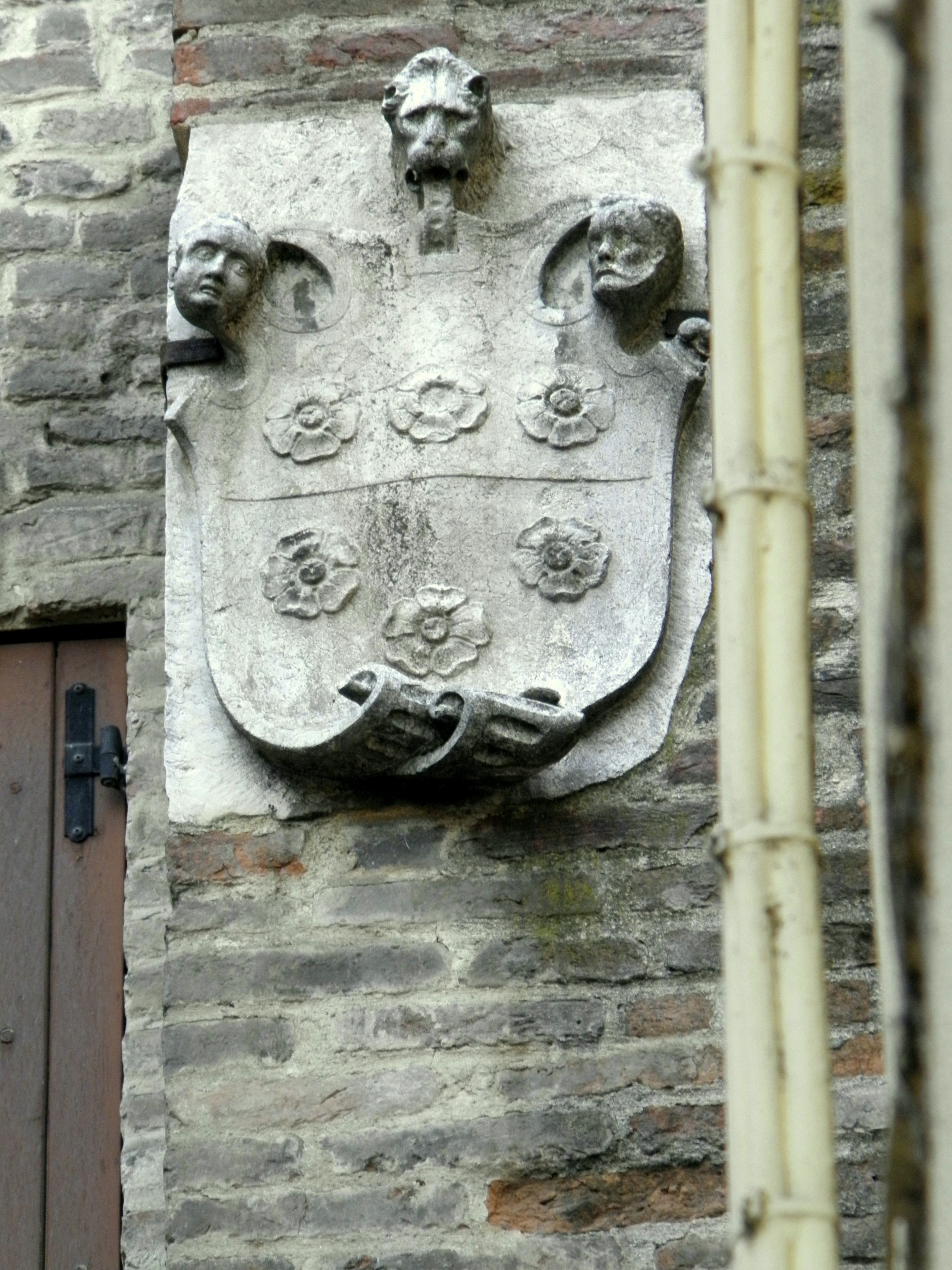
Lato esterno (sull'attuale via Miani): stemma della casata veneziana dei Loredan, uno dei bassorilievi degli stemmi sopravvissuti alla distruzione
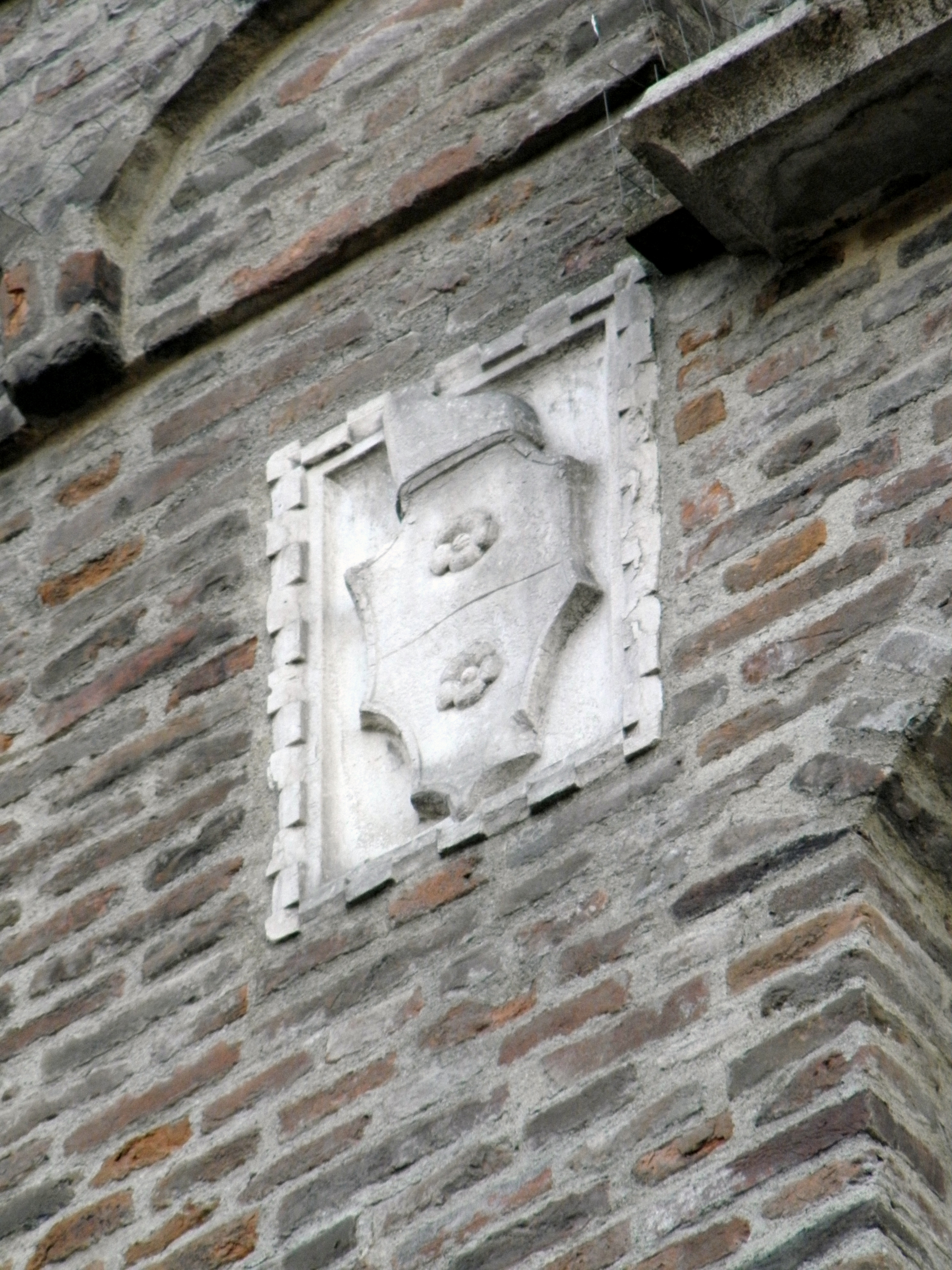
Lato esterno (sull'attuale via Miani): lo stemma del Doge Pietro Mocenigo
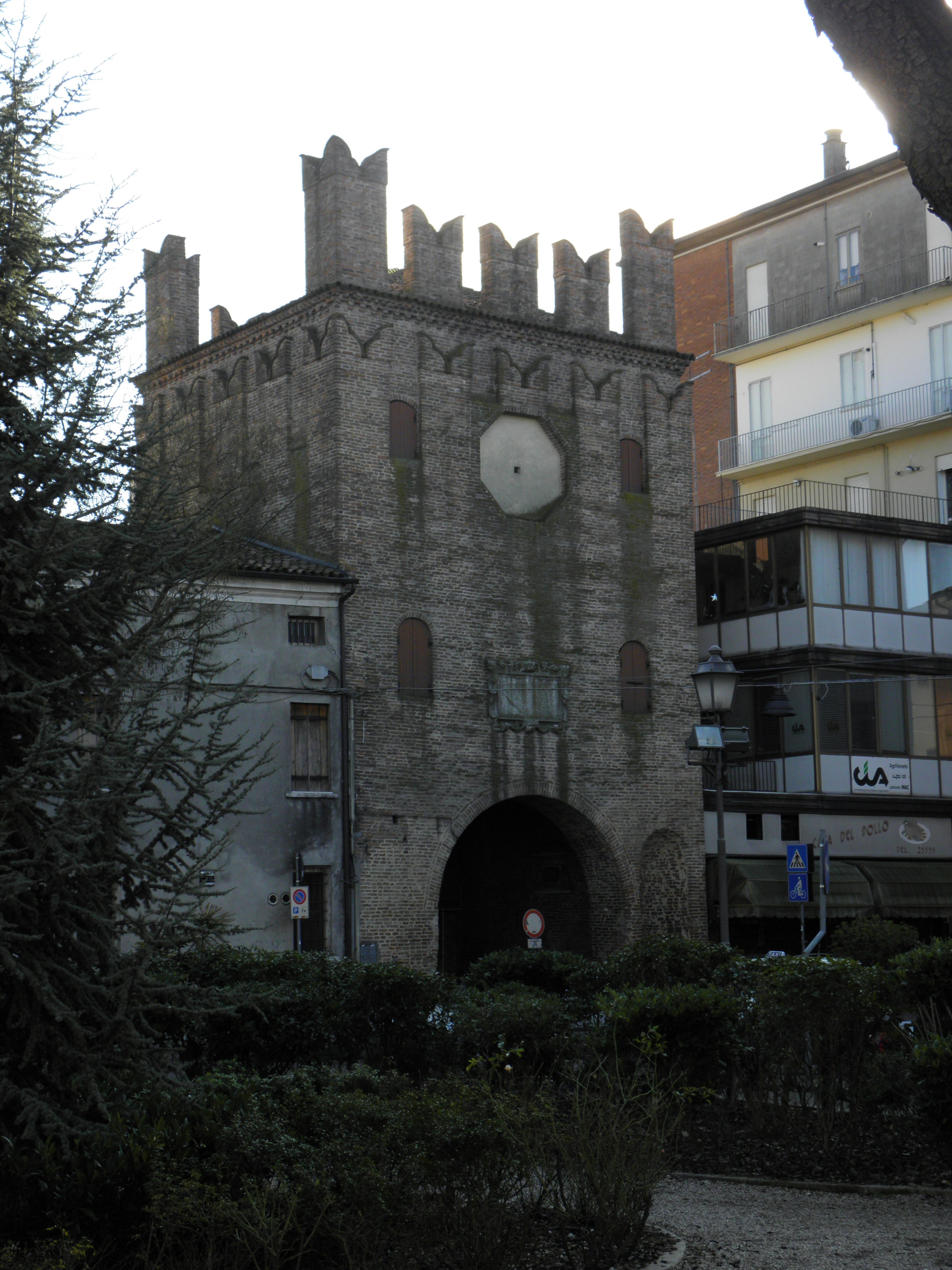
Vista dall'interno delle antiche mura, dall'attuale piazza Merlin dove esisteva il vecchio ghetto ebraico abbattuto a inizio XX secolo.